# Pradipozzo
Pradipozzo è una frazione di Portogruaro nella città metropolitana di Venezia.
Compresa nella frazione di Pradipozzo è la località Alta di Pradipozzo.
Pradipozzo dista circa 6 chilometri dal capoluogo comunale.

## Monumenti e luoghi d'interesse

### Chiesa parrocchiale
La prima citazione della chiesa di Pradipozzo, dedicata a San Martino, risale al 1510 e si sa che, anticamente, era soggetta all'abbazia di Summaga. Nel 1524 questa chiesa divenne parrocchiale. Nel 1923 fu costruito il campanile; nel 1939, i capifamiglia del paese rinunziarono ad eleggere il parroco e, di conseguenza, la chiesa fu dichiarata arcipretale.
Pradipozzo è altamente superiore a Summaga